# Joaquín Maximiliano Pereyra
Joaquín Maximiliano Pereyra (General Daniel Cerri, Bahía Blanca, 16 de junio de 2005) es un futbolista argentino. Juega en la posición de lateral izquierdo en Estudiantes de La Plata de la Primera División de Argentina.

## Trayectoria
Formado en el Complejo Zibecchi de Liniers de Bahia Blanca. En época de pandemia fue recomendado para realizar una prueba donde pasó exitosamente para pasar a integrar las divisiones inferiores de Estudiantes de La Plata.
En abril de 2025 firma su primer contrato profesional hasta diciembre de 2027.
En agosto de 2025, en la previa a su debut en primera división, se fractura un dedo del pie, lo cual lo margina de jugar.
Durante el 2024 fue citado en 10 oportunidades, ocho por Liga Profesional, una por Copa Argentina y otro por Copa de la Liga, por lo que, al haber firmado planilla, también se le cuenta el título que obtuvo Estudiantes de La Plata ese año. En 2025 también tuvo una presencia en el banco y fue durante la fecha 15 del torneo Apertura frente a Tigre.

## Clubes
| Club                    | País      | Año           |
| ----------------------- | --------- | ------------- |
| Estudiantes de La Plata | Argentina | 2025-Presente |

## Estadísticas
Actualizado al último partido disputado el 17 de agosto de 2025.
| Estudiantes de La Plata Argentina | 1.ª                 | 2025                | 0 | 0 | 0 | 0 | 0 | 0 | 0 | 0 |
| Estudiantes de La Plata Argentina | Total club          | Total club          | 0 | 0 | 0 | 0 | 0 | 0 | 0 | 0 |
| Total de la carrera | Total de la carrera | Total de la carrera | 0 | 0 | 0 | 0 | 0 | 0 | 0 | 0 |
| (1) La copa nacional se refiere a la Copa Argentina y Copa de la Liga Profesional. (2) La copa internacional se refiere a la Copa Sudamericana y Copa Libertadores. |                     |                     |   |   |   |   |   |   |   |   |

## Palmarés

### Campeonatos nacionales
| Título                      | Club                    | País      | Año  |
| --------------------------- | ----------------------- | --------- | ---- |
| Copa de la Liga Profesional | Estudiantes de La Plata | Argentina | 2024 |